# Средняя Рогатка

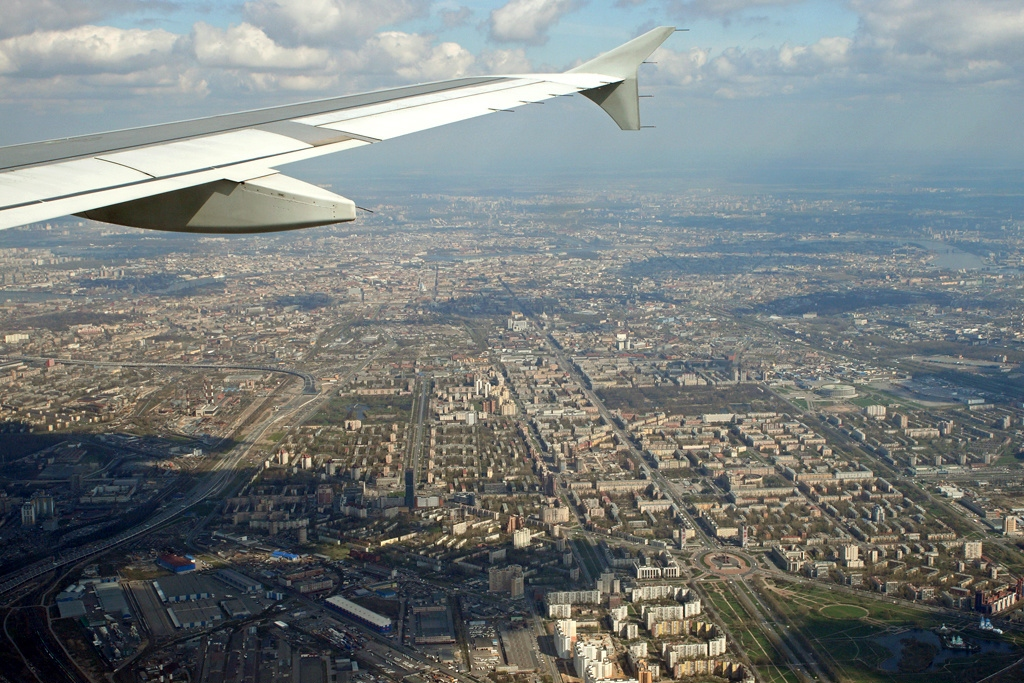
В правой нижней части аэроснимка видна площадь Победы — логический центр Средней Рогатки, бывшее место нахождения самой рогатки и «четырёх рук» при ней.

Сре́дняя Рога́тка — исторический район (до 1958 г. — посёлок) на юге Санкт-Петербурга между станциями метро «Московская» и «Звездная». Административно входит в состав Московского района. На западе граничит с Предпортовой, на юге с Пулково и на востоке с Купчино.

## История
Средняя Рогатка — бывшая немецкая колония, основанная в 1765 г. выходцами из Бранденбурга и Вюртемберга. Возникла на пересечении дорог из Петербурга в Москву и из Петербурга в Саарскую мызу, теперешние Московское шоссе и Московский проспект/Пулковское шоссе.
Средняя Рогатка получила своё название оттого, что тут находился шлагбаум, или, как тогда говорили, рогатка, и караульная будка с будочником. Таких рогаток на пути находилось три: первая в районе Московских ворот («ближняя»), вторая («средняя») — на месте Площади Победы и третья («дальняя») — на прудовой мельничной плотине под Пулковской горой. Ставили их в петровское время для «препятствия проходу злонамеренных людей»: беглых солдат и крепостных, пытавшихся уйти из Петербурга; извозчиков, нарушавших царский указ о привозе на каждой подводе трёх камней для мощения петербургских улиц, и тех городских жителей, которые хотели выехать без разрешения.
Во времена существования Санкт-Петербургского уезда (с 1727 г.) территория называлась Средне-Рогатской волостью с центром в селе Средняя Рогатка.

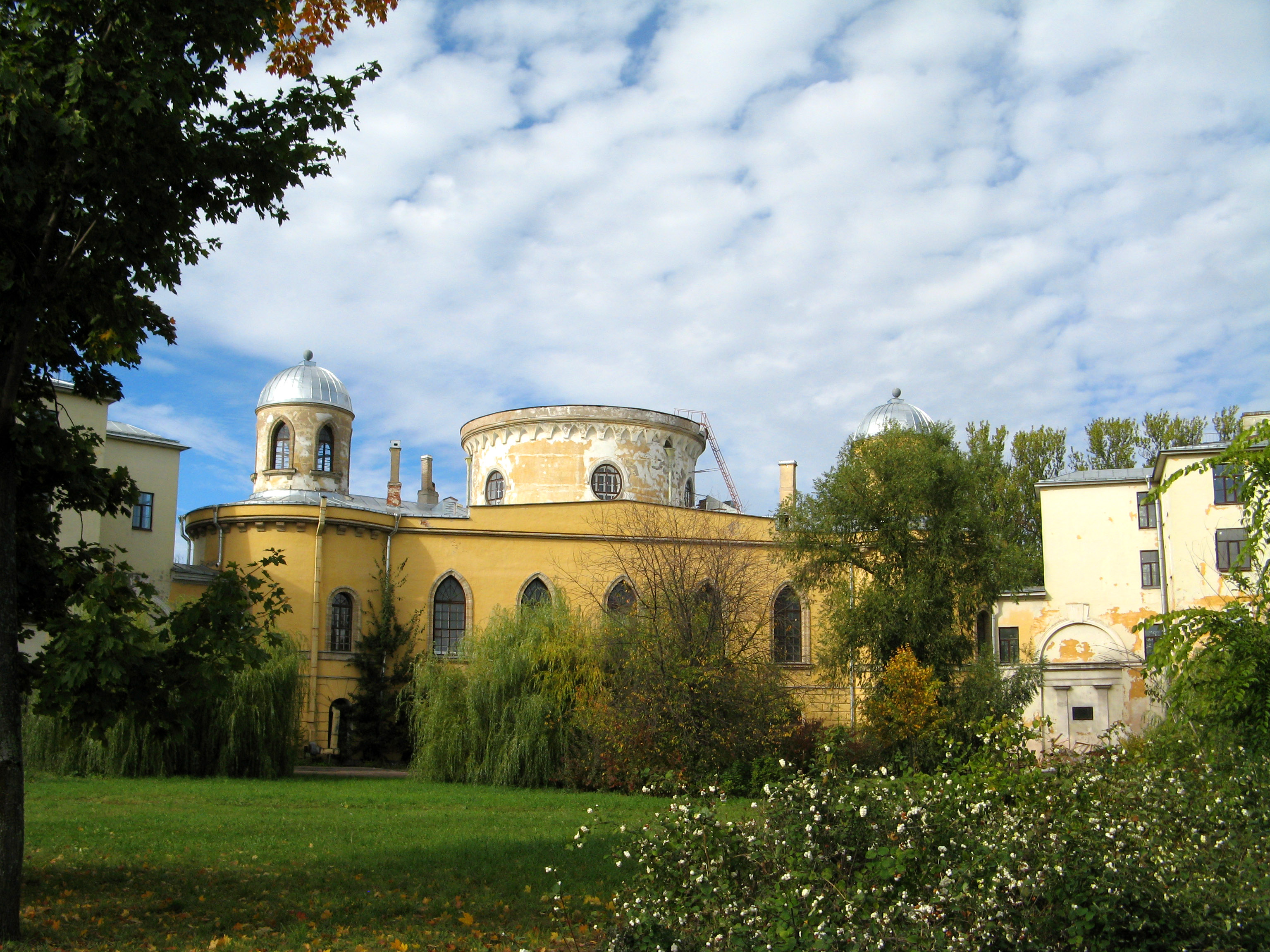
Чесменский дворец

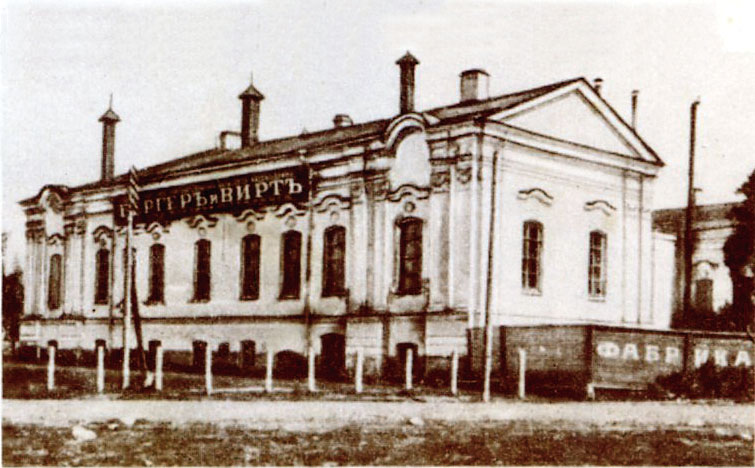
Среднерогатский дворец. Фото нач. XX в.

В 1744 г. на Средней Рогатке поставили столб с изображением трёх рук, указывавших направление трёх дорог: на Петербург, на Царское Село и Москву, на Петергоф и Варшаву. В народе столб получил название «Три руки».
В 1754 году у Средней рогатки был построен путевой Среднерогатский дворец для императрицы Елизаветы Петровны по проекту Бартоломео Растрелли. Позднее указателей с руками стало четыре, что дало ещё одно название путевому дворцу — Дворец «у четырёх рук». В 1831 г. здание отремонтировали, несколько перестроили, и в нём разместился «Трактир трёх рук».
В районе современных трёх храмов в начале Московского шоссе располагается исторический водоём Кикерикексен, или Кикерейскино, ныне известный как пруд Пулковского парка, или Среднерогатский пруд. Ранее примыкающие к нему болота простирались вплоть до Чесменского дворца, который был построен поблизости в 1770 году в честь победы в Чесменской битве, о которой Екатерина II узнала, проезжая в этом месте.
В Среднерогатской колонии на 1892 г. было: 50 дворов, 571 чел. населения, лютеранский молитвенный дом, училище. Жители поставляли горожанам молоко и молочные продукты и сдавали дачи летом. Имелось и кладбище.
В семье среднерогаткинского огородника Михаила Васильевича Комарова хранился портрет Ф. Шаляпина с дарственной надписью М. В. Комарову за помощь продуктами в голодные времена. Из семьи огородников Шароновых вышел знаменитый оперный певец В. С. Шаронов.
В 1941—1944 гг. через Среднюю Рогатку, в районе современной Площади Победы, прошёл второй рубеж обороны Ленинграда. Сама же линия фронта проходила южнее, за Пулковской горой. Годы войны сильно изменили вид местности, не осталось дореволюционных построек.
В 1949 году на пустующей местности у Среднерогатского дворца с двух сторон проспекта Сталина (Московского) были установлены памятники Ленину и Сталину. Сталина убрали после его смерти, Ленин простоял до конца 1960-х годов, когда местность заново застраивалась.
В 1958 году посёлок Средняя Рогатка упразднен, а его территория переподчинена исполкому Московского района.
Район в 1960-70-х гг. начали застраивать многоэтажными жилыми домами.
При строительстве Монумента Победы сильно перестроенный Среднерогатский дворец, в котором находилось предприятие химической промышленности, не вписался в проект создаваемой площади Победы. Он стоял обращённым главным фасадом к Московскому шоссе, а к парадной площади оказывался торцом. Было решено разобрать дворец и собрать его заново, изменив расположение. Дворец был обмерен, элементы декора демонтировны и сохранены. В 1970 году дворец был снесён, его восстановление так и не состоялось.
После распада СССР на территории Пулковского парка у пруда появился комплекс из трёх церквей — церковь Георгия Победоносца, церковь Сергия Радонежского и церковь Рождества Христова.

## Современность
Поскольку в настоящее время Средняя Рогатка находится в городской черте Петербурга, то к ней относят начало Московского шоссе (до Шушар), площадь Победы, Пулковское шоссе (включая пересечение с окружной железной дорогой), улицы Орджоникидзе, Типанова и проспект Юрия Гагарина, Пулковский парк.
На юге района у СПбКАД в 1914 году была открыта грузовая железнодорожная станция Среднерогатская.
Исторически Средняя Рогатка является важным транспортным узлом города — со времён рогатки-кордона здесь разделяются ключевые направления дорог (на что указывал исторический столб с тремя/четырьмя руками). Современная площадь Победы разделяет эти направления движения посредством кругового перекрёстка, в центре которого находится огромный обелиск с музеем — Монумент героическим защитникам Ленинграда.
Здесь начинается Московское шоссе — часть «главной автодороги страны», соединяющей «две столицы». В ознаменование этого в 300 метрах от площади по ходу шоссе в 2003 году был установлен памятный знак «Историческая и духовная связь Москвы и Санкт-Петербурга» в виде верстового столба с гербами Петербурга, Москвы и России, а также образами небесных покровителей двух городов — Александра Невского и Даниила Московского. Дружбе двух столиц посвящён и другой памятник в этой местности — «Памятник бордюру и поребрику» (2017, скульптор В. Бухаев) у нового здания Российской национальной библиотеки, которое можно отнести к окраине Средней Рогатки.
В 2019 году была введена в эксплуатацию платная автотрасса до Москвы «Нева», начало которой также находится на Средней Рогатке — на пересечении КАД с Пулковским шоссе у станции Шоссейная.
В районе находятся высокоуровневые бизнес-центры и гостиницы, так как местность рассматривается как «парадные ворота» Санкт-Петербурга при въезде в город из Москвы и аэропорта «Пулково». По ходу Пулковского шоссе южнее Дунайского проспекта находится несколько крупных торговых центров и автосалонов — в советские времена на их месте находились известные среди ленинградцев теплицы фирмы «Лето», производившие сельскохозяйственную продукцию.
На Московской площади находится монументальное здание т. н. Дом Советов. У метро «Звёздная» располагалась появившаяся в 1933 году площадка мясокомбината как историческая замена располагавшегося севернее Скотопригонного двора. С 2017 года завод ликвидируют и плотно застраивают многоэтажным жильём. С противоположной от комбината стороны Московского шоссе находится Крыловский государственный научный центр.
На бывшей территории мясокомбината к 2020 году была создана жилая Среднерогатская улица (название получила в 2014 году), примыкающая к железнодорожной станции Среднерогатская.